# 알바니아의 주

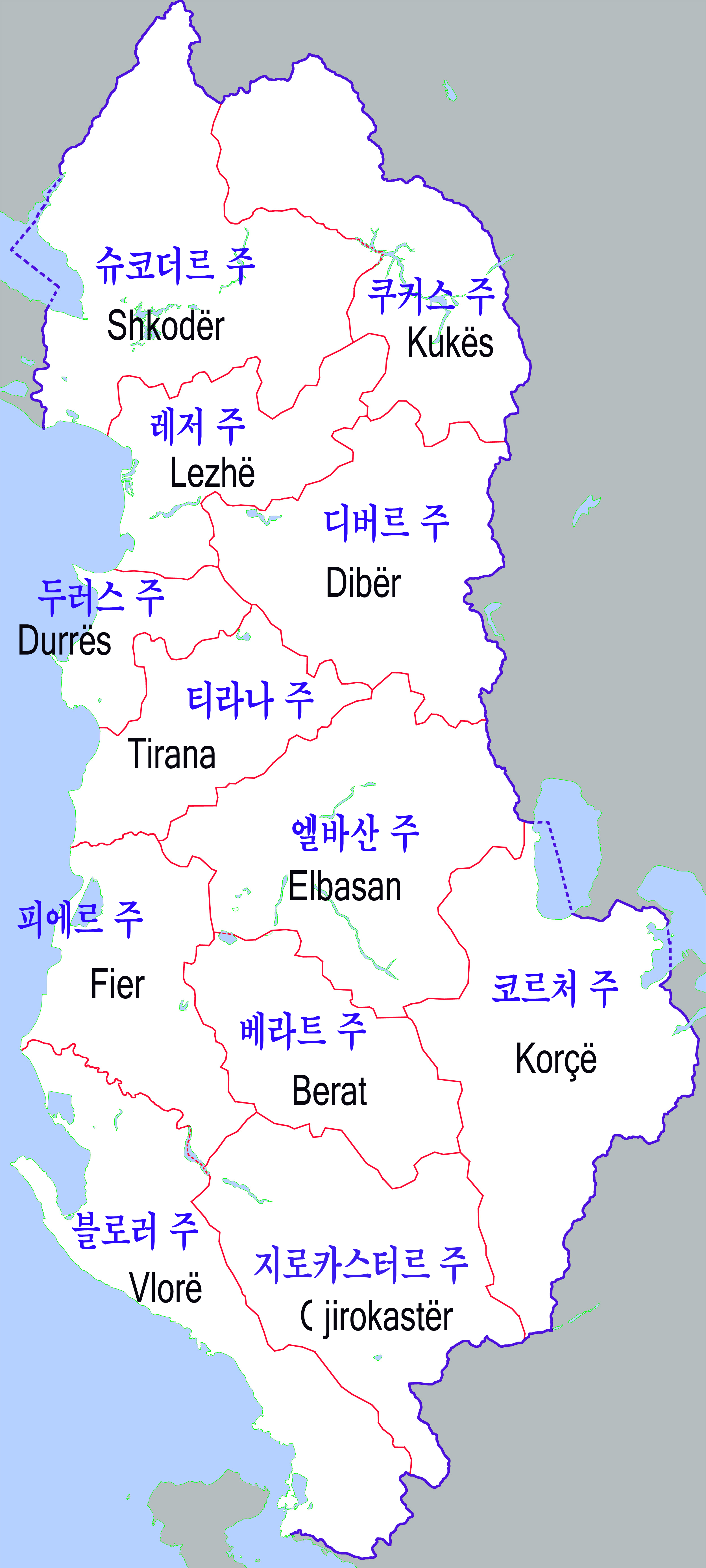
알바니아의 주

알바니아는 12개 주(알바니아어: qark/qarku 차르크/차르쿠(공식적인 용어), 종종 prefekturë/prefektura 프레펙투러/프레펙투라라고 표기하기도 함)로 구성되어 있으며 이들 주는 36개 현으로 나뉜다. 2000년 이후 현은 더이상 공식적으로 쓰이지 않는다.
| 번호 | 주             | 현(2000년 폐지)                           | 주도         |
| ---- | -------------- | ----------------------------------------- | ------------ |
| 1    | 베라트주       | 베라트현, 쿠초버현, 스크라파르현          | 베라트       |
| 2    | 디버르주       | 불치저현, 디버르현, 마트 현               | 페슈코피     |
| 3    | 두러스주       | 두러스현, 크루여현                        | 두러스       |
| 4    | 엘바산주       | 엘바산현, 그람시현, 리브라주드 현, 페친현 | 엘바산       |
| 5    | 피에르주       | 피에르현, 루슈녀현, 말라카스터르현        | 피에르       |
| 6    | 지로카스터르주 | 지로카스터르현, 퍼르메트현, 테펠레너현    | 지로카스터르 |
| 7    | 코르처주       | 데볼현, 콜로녀현, 코르처현, 포그라데츠현  | 코르처       |
| 8    | 쿠커스주       | 하스현, 쿠커스현, 트로포여현              | 쿠커스       |
| 9    | 레저주         | 쿠르빈현, 레저현, 미르디터현              | 레저         |
| 10   | 슈코더르주     | 말러시에마데현, 푸커현, 슈코더르현        | 슈코더르     |
| 11   | 티라나주       | 카바여현, 티라나현                        | 티라나       |
| 12   | 블로러주       | 델비너현, 사란더현, 블로러현              | 블로러       |

## 같이 보기
- 알바니아의 도시 목록
- 알바니아의 행정 구역
- 알바니아의 지방자치체
- ISO 3166-2:AL